# Suite per a violoncel núm. 3 (Britten)
Suite per a violoncel núm. 3, op. 87, és una composició de Benjamin Britten. Britten la va compondre el 1971 però l'estrena es va retardar perquè el govern soviètic va impedir a Rostropóvitx es traslladés al Regne Unit. Finalment es va celebrar el 21 de desembre de 1974, a la sala de concerts de The Snape Maltings, en el marc del Festival d'Aldeburgh.
Consta dels següents moviments:
- Introduzione. Lento
- Marcia. Allegro
- Canto. Con moto
- Barcarolla. Con moto
- Dialogo. Allegretto
- Fuga. Andante espressivo
- Recitativo. Fantastico
- Moto perpetuo. Presto
- Passacaglia. Lento solenne